# سئونسان
سئونسان (به لاتین: Seonsan) یک منطقهٔ مسکونی در کره جنوبی است که در گومی، کره جنوبی واقع شده‌است.